# 66e division (Royaume-Uni)
Pour les articles homonymes, voir 66e division.
La 66e division ou (66th (2nd East Lancashire) Division) est une division d'infanterie de la British Army faisant partie de la territorial Force. Elle combat dans les tranchées à la fin de la Première Guerre mondiale sur le front de l'ouest. Dissoute après la guerre, elle est brièvement reformée en 1939 au sein de la Territorial Army (l'armée de réserve) en tant que 66e division d'infanterie, avant d'être désactivée définitivement en 1940, sans avoir combattu.

## Première Guerre mondiale

### Historique

#### 1914 - 1916
Elle est créée peu après le déclenchement de la Première Guerre mondiale, à la fin du mois d'août 1914. Elle est alors la 2nd East Lancashire Division et constitue une forme de division de réserve de l' East Lancashire Division (42e division d'infanterie). Elle comprend principalement des soldats de l'est du Lancashire et des villes industrielles autour de Manchester. Après une période d'entraînement et de garnison dans les Îles Britanniques, elle est déployée sur le front de l'ouest au début de l'année 1917. 

#### 1917
Sa première bataille importante intervient en octobre, lors de la bataille de Poelcapelle.

#### 1918
En mars 1918, elle subit de lourdes pertes au cours de l'opération Michael, l'offensive printanière des Allemands. Elle est alors retirée du front pour être réorganisée. Elle revient en première ligne pour participer à la bataille de Cambrai, lors de l'offensive des Cent-Jours. Après l'armistice du 11 novembre 1918, elle est positionnée en Belgique où elle est démobilisée en mars 1919. 

## Seconde Guerre mondiale
La division est reformée au moment du déclenchement de la Seconde Guerre mondiale sous la forme de la 66e division d'infanterie. Elle est de nouveau un doublon de la 42e division, alors que la Territorial Army croît considérablement au cours de l'année 1939. Active durant près d'un an, elle est définitivement dissoute en juin 1940, n'ayant pas servi en dehors du territoire britannique, et ses différentes unités sont réparties dans d'autres divisions.